# 吕贝克体育俱乐部
吕贝克体育俱乐部（德語：VfB Lübeck）是一家位于德国石勒苏益格-荷尔施泰因州吕贝克的足球俱乐部，创立于1919年。2020-21赛季参加德国足球丙级联赛。